# Vuit (grup de música)
Vuit és un grup de música pop rock nascut el 2009 entre Cunit i Barcelona, i integrat per Carlos Martínez, de Cunit, Òscar Villoria, de Sant Joan Despí, i Llorenç Anguera, de l'Hospitalet de Llobregat. El grup neix l'any 2009 de la mà d'en Carlos (veu i guitarra) i en Ramon Hernández Moscoso (col·laborador, guitarra elèctrica i productor del primer disc de la banda). Però no serà fins més tard quan s'incorporen l'Òscar (bateria) i en Llorenç (baix i cors). Finalment el grup acaba per constituir-se amb 3 membres: el Carlos de 33 anys, l'Òscar de 34 anys i en Llorenç de 26 anys, acompanyats en els seus directes per Núria Malapeira (teclats i cors: 2010-2013), Albert Gilabert (guitarra: 2009-2012) i Pol Suñer (guitarra: 2011-2013). Tots tres, entre Cunit i Barcelona, aconsegueixen gravar al principi del 2009 la primera maqueta del que va ser posteriorment el primer àlbum d'estudi del grup “Un dia qualsevol”; nom que per cert, la banda mateixa explica de la següent manera “...vam començar –el projecte– com un dia qualsevol, per això li vam posar aquest nom al disc, a casa meva component el primer tema –del disc– Júlia,... vam penjar el tema Princesa a Myspace i Picap –Discogràfica– es va posar en contacte amb nosaltres, i així va començar l'aventura”.
El nom del grup “Vuit”, ha suscitat en diferents ocasions la curiositat dels diferents mitjans de comunicació, pregunta a la qual el grup sempre respon “quedàvem pràcticament tots els dies a les 8 en punt per assajar, de fet ho fèiem tot a les 8 i vam decidir dir-nos així”, Òscar als Matins de TV3. “...i en Carlos va dir ens direm VUIT, ens vam mirar i vam saber que era el nom, ens sentirem identificats i ens agradava la força que tenia el nom”, entrevista per http://www.adolescents.cat.
El 2011 Vuit treu el seu segon àlbum “15 dies i una nit”, nom que segons el grup plasma a la perfecció el treball realitzat. En una entrevista als Matins de TV3, el grup explica que el disc es va enregistrar en un temps rècord de 15 dies, i una nit, aquesta darrera corresponent a la nit de festa per celebrar el final de l'enregistrament. En qualsevol cas, el que sí que es pot dir, deixant a part el vessant de producció, és que amb el segon àlbum aconsegueixen consolidar-se com a grup. Per entendre-ho, només cal fixar-se en les diferents col·laboracions del disc: Manu Guix, Mikel Iglesias i en Nil Cardoner. Manu Guix es va donar a conèixer en tant que professor a l'acadèmia d'”Operación Triunfo”, però en els darrers temps destaca per la seva trajectòria en solitari, així com per la col·laboració amb diferents músics catalans, entre els quals s'hi troba la producció de l'àlbum dels Vuit. En Mikel Iglesias i el Nil Cardoner, per la seva banda, són actors de la sèrie d'èxit de TV3 “Polseres Vermelles” que ha aconseguit l'interès especial de l'Steven Spielberg i la Marta Kauffman, cocreadora de la mítica sèrie “Friends”. La sèrie que ha propulsat a l'èxit els Teràpia de Shock i Vuit, ha estat comprada per la cadena americana ABC que pensa fer-ne una adaptació que portarà com a nom “The red band society”; ha estat emesa a la resta de l'estat espanyol per Antena 3 i fins i tot se n'ha fet una segona temporada a TV3.
El març de 2013 treuen a la venda el seu tercer disc, "Recorda que..."; que van permetre descarregar legalment a través de la seva pàgina web. El videoclip del primer single d'aquest disc, "Un camí per tornar", supera àmpliament el milió de visites youtube. El desembre del mateix any, el grup fa oficial que deixen de comptar amb els serveis de Llorenç Anguera, apel·lant a motius personals. És però el mateix Llorenç qui assegura, a través de les xarxes socials i en comunicat oficial, que ha sigut expulsat del grup per desavinences personals que el cantant, Carlos Martínez, va reconèixer tenir amb ell. Tot seguit, i després de fer fora en Llorenç, el grup notifica la seva voluntat de gravar un disc íntegrament en castellà i també decideix renovar els seus músics de directe per Manu Guix (teclats), Roger Rodés (guitarra) i Alex (baix). Aquest disc, sota el nom "Un mundo por delante" va ser publicat al maig de 2014; cosa que els va permetre visitar diverses ciutats com podrien ser Madrid, Saragossa o fins i tot Shangai; però també retornar a la seva estimada Barcelona.

## Discografia
“Un dia qualsevol"
- 1. Cada cop
- 2. Tornarem
- 3. Júlia
- 4. Princesa
- 5. Crida
- 6. El teu moment
- 7. Sempre al teu costat
- 8. Ara
- 9. L'univers
- 10. Tu tens

“15 dies i una nit”
- 1. Dorm
- 2. Fuig
- 3. Què vols de mi?
- 4. Com un nen petit
- 5. Un día més
- 6. Qui són
- 7. Per un instant
- 8. Les nits
- 9. Parla'm del vent
- 10. Per tu
- 11. Tan ràpid
- 12. Sempre igual
- 13. Dorm (con Mikel Iglesias y Nil Cardoner, actores de "Polseres Vermelles" de TV3)
- 14. Com un nen petit (con Manu Guix, exprofesor de la academia de Operación Triunfo)

"Recorda que..."
- 1. La nostra funció
- 2. Un camí per tornar
- 3. Agafa'm la mà
- 4. Aigua
- 5. Barbie de ciutat
- 6. Increïbles
- 7. Respira
- 8. He après
- 9. Una resposta
- 10. Ja fa anys
- 11. Somiaré
- 12. Sóc com sóc

"Un mundo por delante"
- 1. Baila
- 2. Y me dejó
- 3. Aire
- 4. No me importa
- 5. Rocío
- 6. Hazme creer
- 7. Un mundo por delante
- 8. Pieza a pieza
- 9. Volveremos a cantar
- 10. Nuestra revolución
- 11. Un ángel

### Singles
“Un dia qualsevol”
- Cada cop
- Júlia
- Princesa
- Crida
- Tu tens (banda sonora de Polseres Vermelles)
- Tornarem (banda sonora de Polseres Vermelles)

“15 dies i una nit”
- Què vols de mi?
- Dorm
- Com un nen petit
- Ven (edición en español de "Dorm", BSO de la serie Pulseras Rojas)

"Recorda que..."
- Un camí per tornar
- Barbie de Ciutat
- Increïbles

“Un mundo por delante”
- Nuestra revolución
- Baila
- Y me dejó